# Ommatius canus
Ommatius canus är en tvåvingeart som beskrevs av Walker 1865. Ommatius canus ingår i släktet Ommatius och familjen rovflugor. Inga underarter finns listade i Catalogue of Life.